# Зигфрид II фон Волфсьолден
Зигфрид II фон Волфсьолден (на немски: Siegfried II von Wolfsölden; † 23 август 1146) е от 1127 до 1146 г. епископ на Шпайер.

## Произход и управление
Той е вторият син на граф Зигехард фон Волфсьолден († 1110/1120) от род Хесони и съпругата му Ута фон Калв († сл. 1075), дъщеря на граф Адалберт II фон Калв († 1099) и Вилтруда от Лотарингия († 1093), дъщеря на херцог Готфрид III Брадатия († 1069). Майка му е племенница на папа Лъв IX. Брат е на Готфрид фон Волфсьолден († ок. 1140) и Герхард I, граф фон Шауенбург († 1168).
В конфликта за короната Зигфрид II поддържа Лотар III от Велфите, градът Шпайер е привърженик на гегенкрал Конрад III от Хоенщауфените и изгонва епископа от града. При обсадата на укрепения град от Лотар III и архиепископа на Майнц Адалберт I фон Саарбрюкен изгладнелият град Шпайер накрая се подчинява. След смъртта на Лотар III Хоенщауфените отново имат там успех.